# Fertigungsteam
Fertigungsteams stellen eine Form der regulären Arbeitsorganisation produzierender Unternehmen dar. Das Konzept verbindet die fordistische Fließbandfertigung sowie die tayloristische Arbeitsteilung mit Elementen der Gruppenarbeit. Es stellt einen Teilbereich der, durch japanische Automobilhersteller geprägten, Lean Production dar und beinhaltet die Elemente des Toyota-Produktionssystems. Bekannt wurde das Konzept durch die von Womach/Jones/Roos veröffentlichte MIT-Studie.

## Merkmale
Das Konzept der Fertigungsteams findet überwiegend in produzierenden Unternehmen Anwendung. Das Fließband bzw. die taktgebundene Fließfertigung mit kurzen Arbeitszyklen bleibt als zentrales Merkmal der Arbeitsorganisation bestehen. Gesteigert wird die technische Abhängigkeit durch Eliminierung sämtlicher Puffer, die durch just-in-time-Fertigung überflüssig werden. Um den gehobenen Qualitätsstandards der Automobiltechnik gerecht zu werden, findet eine hohe Standardisierung der Arbeitsschritte statt. Dabei sind die Fließbandarbeiter zur strikten Einhaltung dieser festgelegten Arbeitsstandards angehalten.

### Aufbau eines Fertigungsteams

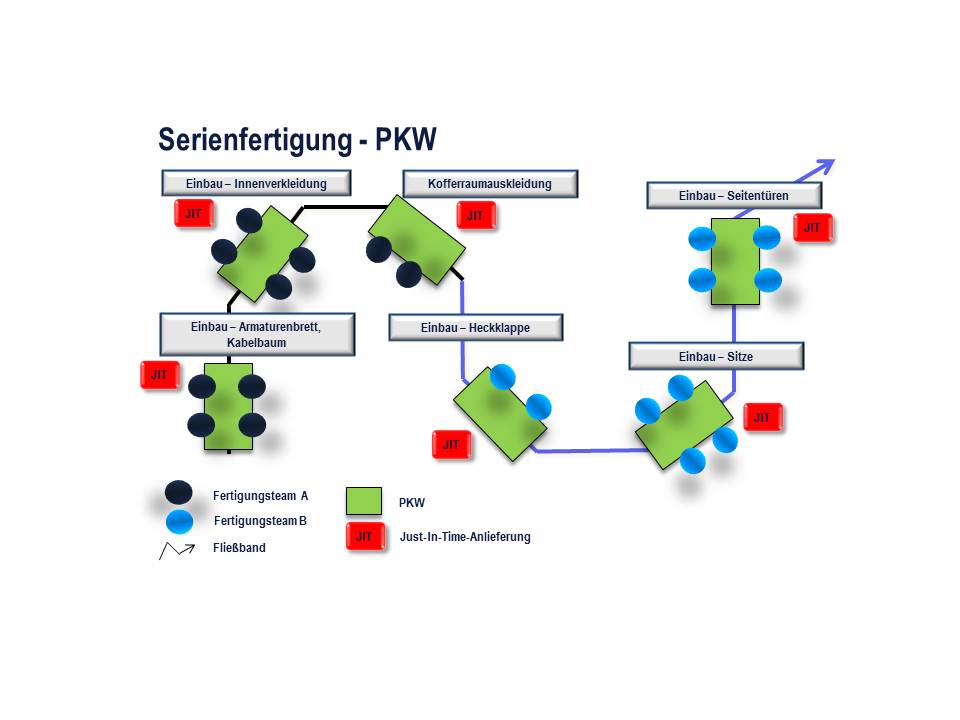
Beispiel: Fertigungsteams an einem Fließbandabschnitt

Im Unterschied zur herkömmlichen Fließbandfertigung werden die Mitarbeiter in Arbeitsteams mit jeweils etwa 10 Mitarbeitern an einem Fließbandabschnitt aufgeteilt. Die Taktzeiten für einen Fließbandabschnitt betragen in der Regel weniger als 20 Minuten. Jedes Teammitglied muss innerhalb des Fließbandabschnitts mindestens drei Arbeitsstationen durchführen können. Dadurch können mögliche personelle Ausfälle schnell und flexibel kompensiert werden. Diese polyvalente, überlappende Qualifikation stellt im Vergleich zur konventionellen Fließbandarbeit ein Jobenlargement, bei vermehrtem Einsatz ähnlicher Arbeitsschritte, bzw. ein Jobenrichment, bei vermehrtem Einsatz von anspruchsvolleren Arbeitsschritten, für die Gruppenmitglieder dar. Neben der reinen Ausübung von Montagetätigkeiten ist jedes Teammitglied für die Fertigungsqualität mitverantwortlich und hat Sichtkontrollen durchzuführen. Dadurch können Fertigungsfehler bereits kurz nach der Entstehung erkannt und direkt behoben werden. Die gegenseitige Kontrolle der Teammitglieder, aber auch die hohe Transparenz der Arbeitsschritte sowie die kurzen Taktzeiten führen zu enormem Leistungsdruck am Fließband. Im Vergleich zu anderen Einsatzgebieten von Gruppenarbeit, bei denen die Humanisierung der menschlichen Arbeit priorisiert wird, stehen bei Gruppenarbeit im Sinne der Fertigungsteams die betriebswissenschaftlichen Unternehmensziele (Outputsteigerung, Qualitätssicherung, Prozesssicherheit) im Vordergrund. Die folgende Skizze zeigt einen exemplarischen Aufbau eines Fließbandabschnitts eines Automobilherstellers in der Organisationsform der Fertigungsteams.

### Vor- und Nachteile
| Vorteile                                  | Nachteile                                                                               |
| ----------------------------------------- | --------------------------------------------------------------------------------------- |
| Polyvalente Qualifikation der Mitarbeiter | Repetitive, kurzzyklische, monotone Arbeit                                              |
| Arbeitsplatzwechsel bzw. Jobrotation      | Sequentielle Abhängigkeit innerhalb und zwischen den Gruppen                            |
| Teilweise Selbstregulation der Teams      | Mehrarbeit nach den Schichten durch verspätete JIT-Lieferungen oder Qualitätskontrollen |
| Aufdecken von Störungen und Schwächen     | Leistungsdruck                                                                          |
| Null-Fehler-Prinzip                       |                                                                                         |
| Schlanke Produktion                       |                                                                                         |

#### Vorteile
Auf der Pro-Seite steht zum einen die polyvalente Qualifikation der Mitarbeiter. Diese fühlen sich hierdurch gefordert und sind zudem an mehreren Stellen flexibel einsetzbar (Jobrotation). Ferner besitzt das Fertigungsteam die Möglichkeit, die Aufgaben intern in einem definierten Umfang selbst zu regulieren. Auf diese Weise wird dem Team gleichzeitig ein höheres Maß an Verantwortung, sowie Autonomie zugewiesen, was wiederum einen positiven Effekt auf das Selbstbildnis der Mitarbeiter haben kann. Ein weiterer Vorteil von Fertigungsteams ist das schnelle aufdecken von Störungen und Schwächen im Produktionsprozess. Da Fertigungsteams den Prinzipien der Lean Production und des  Null-Fehler-Prinzips folgen, kann durch den Einsatz dieser Organisationsform die Wettbewerbsfähigkeit gesteigert werden. 

#### Nachteile
Auf der Kontra-Seite steht die repetitive, kurzzyklische und häufig auch monotone Arbeit. Zudem bestehen starke sequentielle technische Abhängigkeiten, sowohl innerhalb als auch zwischen den einzelnen Fertigungsteams. Ausfallzeiten oder Fehler im frühen Stadium des Fertigungsprozesses sind fließbandbedingt zeitlich nicht zu kompensieren und wirken sich auf die nachfolgenden Arbeitsschritte aus. Fertigungsteams arbeiten zudem nach dem JIT-Prinzip. Treffen Materiallieferungen verspätet ein und verzögern dadurch die Produktion, können Mehrarbeiten der Mitarbeiter erforderlich sein. Ein weiterer mitarbeiterbezogener Nachteil ist der Leistungsdruck, dem die Fertigungsteams ausgesetzt sind. Da die Produktionsschritte einen hohen Standardisierungsgrad aufweisen, gestalten sich Tätigkeiten als äußerst transparent, wodurch Fehler und Minderleistungen schnell aufgezeigt werden können. Dieser Nachteil für die Mitarbeiter ist aus Unternehmersicht als Vorteil zu bewerten.

## Funktion des Meisters
Die Rolle des Meisters/Vorgesetzten im Sinne dieser Organisationsform unterscheidet sich von der rein tayloristisch geprägten Rolle. Dem gegenüber besitzt der Meister einen größeren Kompetenz- und Verantwortungsbereich. Er ist für zwei Fertigungsteams verantwortlich, teilt diese ein und ernennt deren Teamleiter. Ferner ist er für die Ausbildung der Teammitglieder und deren Lohneinstufung verantwortlich. Der Meister trägt die Hauptverantwortung für die Arbeits- und Prozessgestaltung sowie die Einhaltung der Qualitätsstandards. Gemeinsam mit seinen unterstellten Mitarbeitern strebt er eine kontinuierliche Verbesserung der Prozesse und Qualität an. Festzustellen ist eine geringe soziale Distanz zwischen dem Meister und seinen Mitarbeitern, obwohl dieser im Vergleich zu tayloristischen Arbeitsstrukturen größere Kompetenzen und Entscheidungsspielräume besitzt.

## Abgrenzung zu Teilautonomen Arbeitsgruppen

### Gemeinsamkeiten
Sowohl Fertigungsteams als auch teilautonome Arbeitsgruppen (TAG) stellen eine Form der regulären Arbeitsorganisation im Unternehmen dar. In beiden Organisationsformen verfügen die Mitarbeiter über polyvalente Qualifikationen. Dementsprechend können sie nach dem Jobrotationsprinzip verschiedene Arbeitsplätze besetzen bzw. mehrere Tätigkeiten ausführen. Der einzige Unterschied zwischen den beiden Organisationsformen ist der Zyklus, der bei den TAG wesentlich größer ausfällt als bei den Fertigungsteams. Beide Konzepte zeichnen sich zudem durch eine partielle Integration zusätzlicher Tätigkeiten, wie beispielsweise Qualitätskontrollen, aus. Auch wenn Selbstregulation ein wesentliches Merkmal der TAG darstellt, besitzen auch Fertigungsteams Handlungsspielräume, die die Spielräume konventioneller Fließbandarbeit übertreffen (z. B. hinsichtlich Qualitätskennzahlen, Prozessoptimierung etc.).

### Unterschiede
Fertigungsteams zeichnen sich durch ein streng hierarchisiertes und leistungsmaximierendes Konzept aus. TAG berücksichtigen hingegen neben den wirtschaftlichen Zielen auch soziale Aspekte. Die unten aufgeführte Tabelle stellt wesentliche Unterschiede beider Konzepte dar:
| Fertigungsteams                                 | Teilautonome Arbeitsgruppen                           |
| ----------------------------------------------- | ----------------------------------------------------- |
| Fließband                                       | Boxenfertigung/Fertigungsinseln                       |
| sequentielle (technische Abhängigkeit)          | Fertigungsflexibilisierung (technische Teilautonomie) |
| JIT/Zeitpuffer                                  | Material-/Produktpuffer                               |
| Arbeitsteilung                                  | Arbeitserweiterung                                    |
| Multi-Skilling                                  | Reprofessionalisierung                                |
| Arbeitsstandardisierung                         | individuelle und kollektive Freiheitsgrade            |
| geringe horizontale und vertikale Segmentierung | starke horizontale und vertikale Segmentierung        |
| Meistersteuerung                                | Meister als Koordinator                               |
| von oberer Stelle bestimmter Teamleiter         | von Gruppe gewählter Gruppensprecher                  |
| Kontrolle                                       | Partizipation                                         |
| Verfolgung der Unternehmensziele                | Interessenausgleich                                   |
| unbegrenzter Leistungsdruck                     | vereinbarte Leistungsgrenzen                          |
| Kaizen                                          | Betriebliches Vorschlagswesen (BVW)                   |